# Samyang Optics

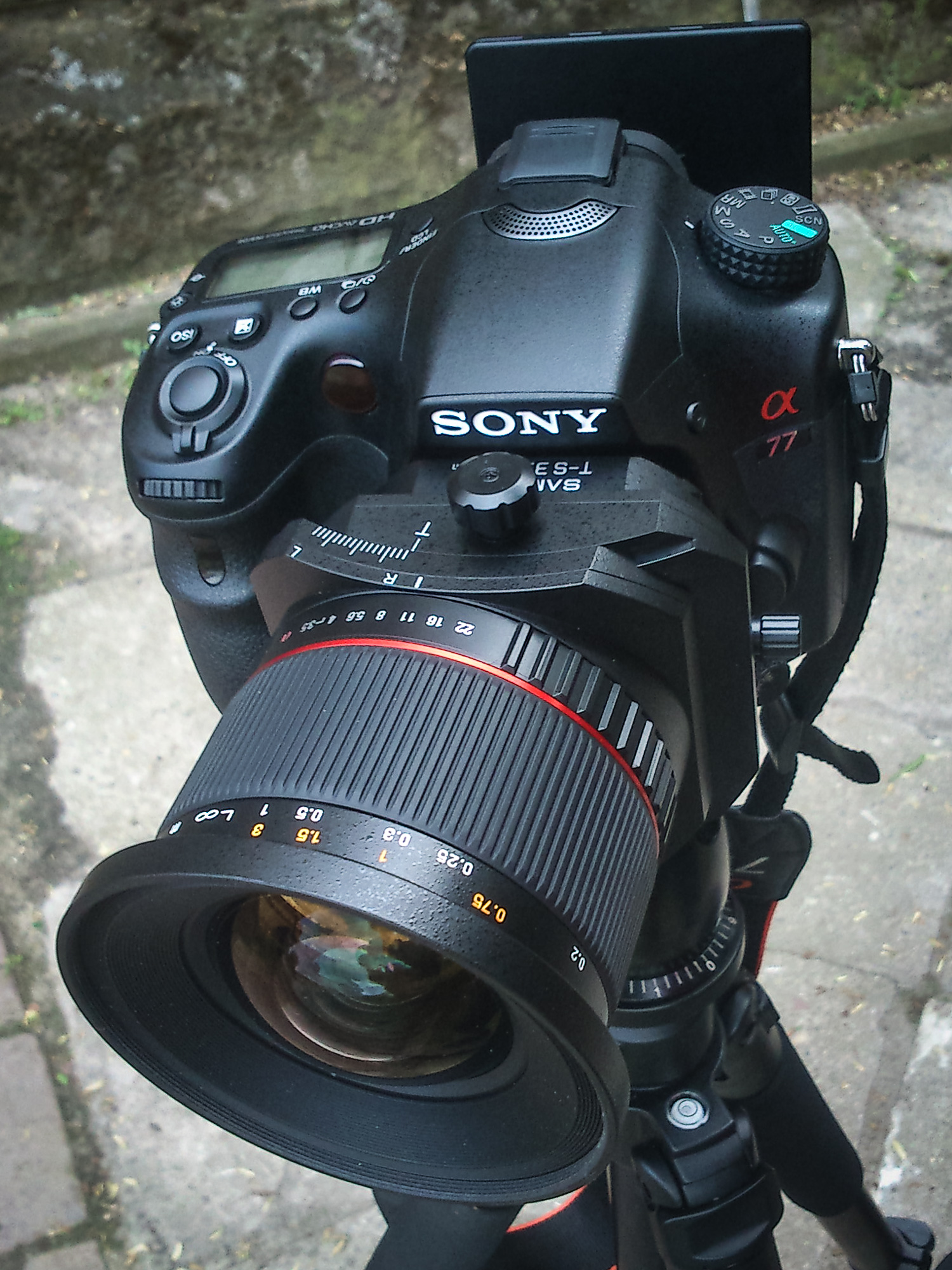
Samyang T-S 24mm f/3.5 montiert auf einer Sony Alpha 77.

Samyang Optics Company Limited ist ein 1972 in Seoul gegründetes südkoreanisches Unternehmen, das Fotoobjektive und optische Linsen sowie Komponenten für Überwachungskameras und Elektroautos herstellt. Der Firmensitz sowie die komplette Produktion liegen in der südkoreanischen Hafenstadt Masan. 2004 fusionierte das Unternehmen mit dem japanischen Überwachungskamerahersteller Seikou.
Samyang ist vor allem für die Produktion von manuellen Wechselobjektiven für Spiegelreflexkameras und spiegellose Systemkameras bekannt. Ursprünglich wurden alle Wechselobjektive mit T2-Anschluss gefertigt und ließen sich mit Objektivadaptern an allen gängigen Objektivanschlüsse anpassen. Inzwischen werden die Wechselobjektive auch direkt mit den Objektivanschlüssen der gängigen Hersteller gefertigt, T2 ist aber weiterhin verfügbar.
Ebenfalls stellt Samyang Objektive für Kompaktkameras als Zulieferbaugruppe für große Kamerahersteller her.
Neben den eigenen Samyang-Objektiven entwickelt, fertigt und vertreibt das Unternehmen auch Objektive unter den Marken Walimex, Vivitar, Prakticar / Beroflex, Rokinon, Bower, Opteka und Pro-Optic.